# Herman Fortunatus van Baden-Rodemachern
Herman Fortunatus van Baden-Rodemachern (Rastatt, 23 januari 1595 - Kastellaun, 4 januari 1665) was van 1620 tot 1665 markgraaf van Baden-Rodemachern. Hij behoorde tot het huis Baden.

## Levensloop
Herman Fortunatus was de tweede zoon van markgraaf Eduard Fortunatus van Baden-Baden en Maria van der Eijcken, dochter van gouverneur Joos van der Eijcken van Breda. Zijn vader overleed reeds in 1600 en zijn neven, de heersers van het markgraafschap Baden-Durlach, vochten het erfrecht van Herman Fortunatus en zijn broer Willem aan, omdat ze vonden dat het huwelijk van Eduard Fortunatus en Maria van der Eijcken niet geldig was omdat ze van een lagere stand was. 
De voogden van Herman en Willem, Albrecht van Oostenrijk en graaf Salentin van Isenburg, zetten zich bij de Heilige Roomse keizer succesvol in om het erfrecht van Herman en Willem te doen aanvaarden. Hierbij speelden politieke redenen een belangrijke rol: de tak Baden-Baden was namelijk katholiek en de tak Baden-Durlach lutheraans. Nadat zijn oom Filips III in 1620 overleed, volgde Herman Fortunatus hem op als markgraaf van Baden-Rodemachern, terwijl zijn broer Willem markgraaf van Baden-Baden werd.
Tijdens de Dertigjarige Oorlog vocht Herman Fortunatus in Spaanse en daarna in keizerlijke dienst. In 1633 nam hij deel aan de slag bij Breisach, waarbij zijn commandant Ernesto Montecuccoli om het leven kwam. 
In 1665 overleed hij in Kastellaun, waarna Herman Fortunatus begraven werd in de Sint-Nicolaaskerk van Rodemachern. Toen de kerk in de periode 1779-1783 een nieuwbouw kreeg, werd zijn kalkstenen graf onder het Heilig Kruisaltaar geplaatst.

## Huwelijken en nakomelingen
Op 16 april 1627 trad hij in het huwelijk met Antonia Elisabeth van Kriechingen (overleden in 1635), dochter van graaf Christoffel van Kriechingen. Ze kregen volgende kinderen:
- Karel Willem (1627-1666), domheer van Keulen en markgraaf van Baden-Rodemachern
- Leopold (1628-1635)
- Maria Sidonia (1635-1686), huwde in 1662 met vorst Filips Christoffel Frederik van Hohenzollern-Hechingen

Na de dood van zijn eerste vrouw hertrouwde Herman Fortunatus met Maria Sidonia van Falkenstein, dochter van graaf Filips Frans van Falkenstein. Ze kregen volgende kinderen:
- Filips Balthazar (overleden in 1662)
- Maria Eleonora Sofia (overleden in 1668), huwde in 1665 met graaf Johan Frans Desideratus van Nassau-Siegen